# ジェンナ・ブッシュ
ジェナ・ウェルチ・ブッシュ（Jenna Welch Bush, 1981年11月25日 - ）は、第43代アメリカ合衆国大統領ジョージ・W・ブッシュと、その妻ローラ・ブッシュの次女。暗号名はトウィンクル。

## 経歴

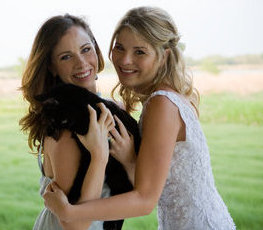
双子の姉のバーバラと

1981年11月25日、テキサス州ダラスで、姉バーバラとの二卵性双生児として誕生した。ジェナは、母方の曾祖母のジェナ・ホーキンスから名づけられた。ジェナは、2000年にテキサス大学オースティン校に入学し、（母ローラも会員だったことから）カッパ・アルファ・テータの特別会員となった。2005年からはワシントンの小学校で教鞭を執り、その後は国連児童基金（ユニセフ）のインターンとして中南米・カリブ海地域での勤務を経験した。2009年からNBCテレビのニュース番組『トゥデー』の特派員となることが分かった。

## 犯罪歴
ジェナは、在学中の2001年4月29日に、未成年でありながらアルコール飲料を所持し、C級軽罪を犯した。また、ジェナは、在学中の2001年5月29日に、アルコール飲料を購入するために偽のIDを使用し、再びC級軽罪を犯した。ジェナは、二つの軽罪に関して、異議を申し立てなかった。

## メディアとの関わり

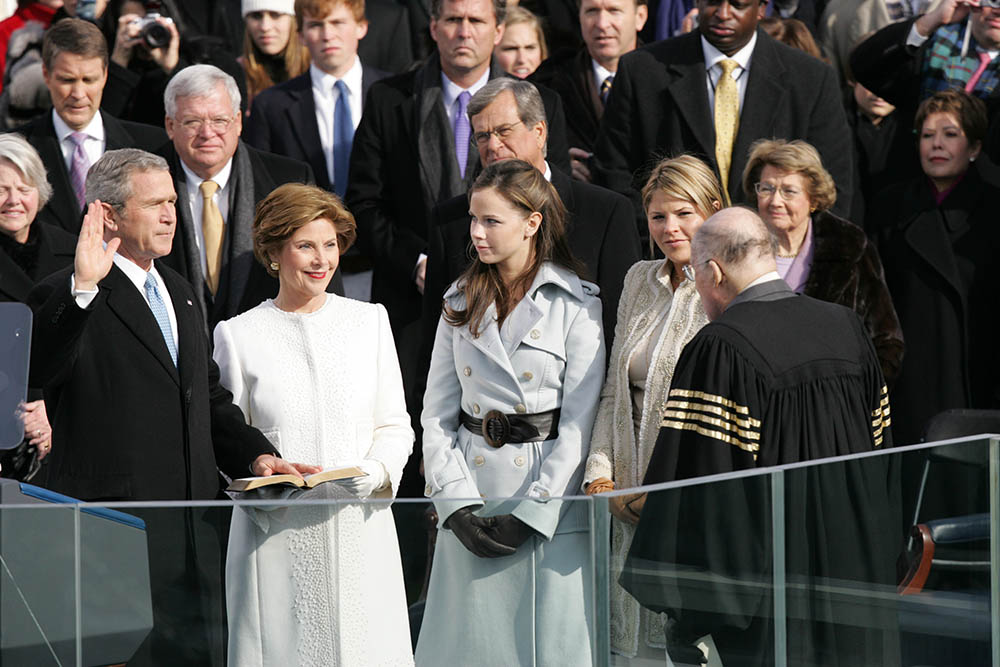
2005年大統領就任式のブッシュ家、最前列右のブロンド女性がジェナ

ジェナは、父に、2000年の大統領選挙に出馬しないよう頼んだ。曰く、
「お願いよ、パパ。大統領選になんか出馬しないで! 私たちの生活をメチャクチャにしないで!」
(Oh, I just wish you wouldn't run. It's going to change our life!)
しかしジェナは、2003年に翌年の父の大統領選への支援を決意した。ジェナはその年、姉ともに幾つかのメディアに出演し、父の大統領選についてのスピーチをした。またジェナは、姉と交互に父の選挙活動に随行し、幾つかの接戦している州を巡った。さらにジェナは姉とともに、『ヴォーグ』誌の7ページものインタビューと写真撮影を受けた。 メディアは、ブッシュの対立候補ジョン・ケリーの娘アレクサンドラとヴァネッサの選挙運動も広範囲に取り上げ、「娘たちの戦い (battle of the daughters)」として、人々の関心を煽る要素にした。ジェナはこの選挙期間中、セントルイスでカメラマンに対し挑発的に舌を出す（いわゆるアッカンベー行為）をして、問題となった。

## ヘンリー・ヘイガーとの結婚

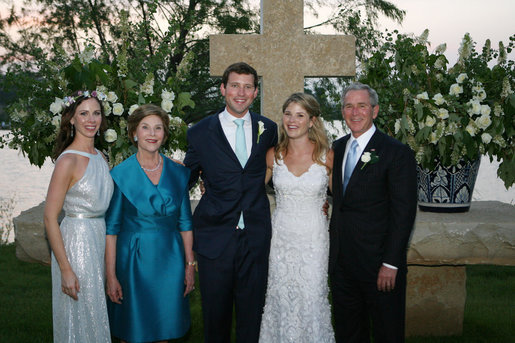
結婚式に臨むヘンリーとブッシュ家。右から2番目がジェンナ

2007年8月15日、ジェナは、2004年の大統領選挙で出会ってから交際していたヘンリー・ヘイガーと婚約した。2人の関係が公になったのは、2005年11月のホワイトハウスでのチャールズ3世（当時皇太子）とカミラ妃との晩餐に2人が臨席したときだった。ヘイガーは、ジェナとの婚約をブッシュ大統領に認められた後、メイン州アーカディア国立公園のキャディラックマウンテンでジェナにプロポーズした。結婚式は、2008年5月10日にテキサス州クロフォードにある大統領所有の牧場で行われた。
2013年、第1子を出産した。両親にとっては初孫であった。